# Parc Sofiyivsky
Le parc Sofiyivsky (en ukrainien Софіївський парк; Софіївка) est un jardin botanique situé dans la ville d’Ouman, en Ukraine. Fondé en 1796 par le comte Stanislas Potocki, le parc a une superficie de 1,79 km2. Depuis 2007, il fait partie de la liste des Sept merveilles d'Ukraine.

## Galerie

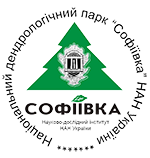
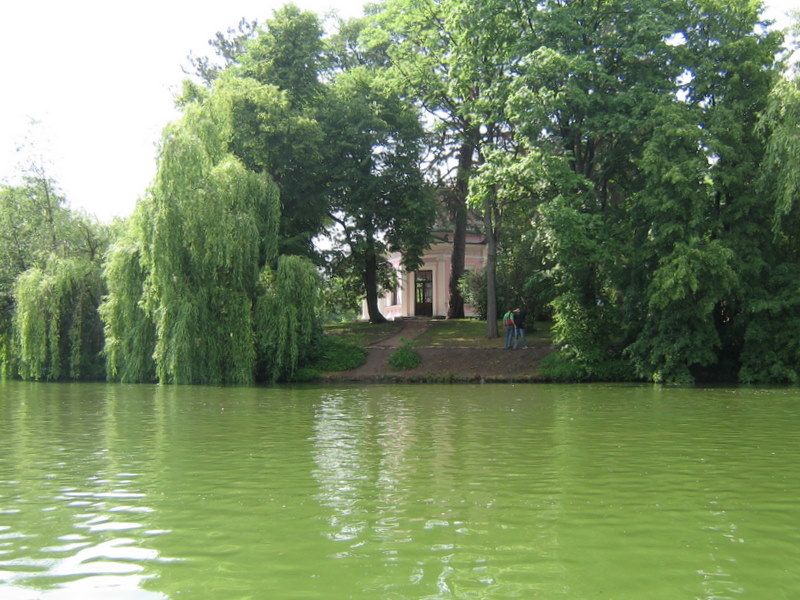
Île d'Amour
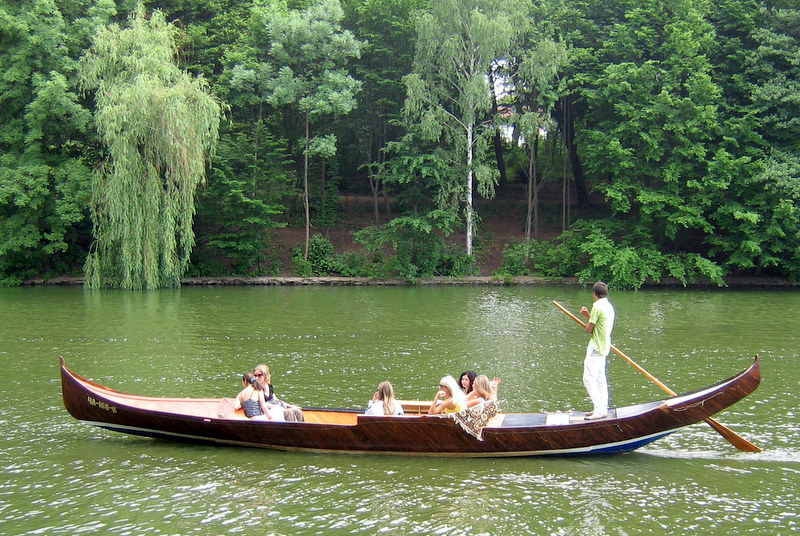
gondole
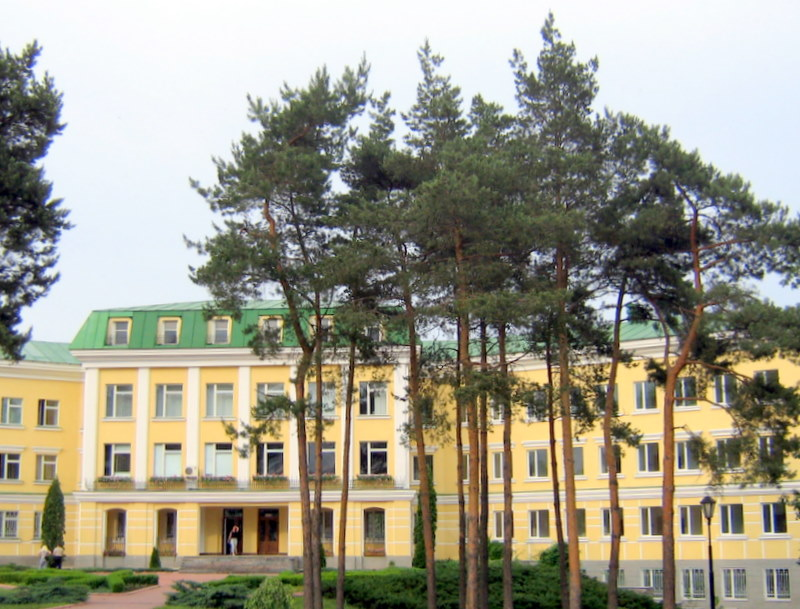
laboratoire
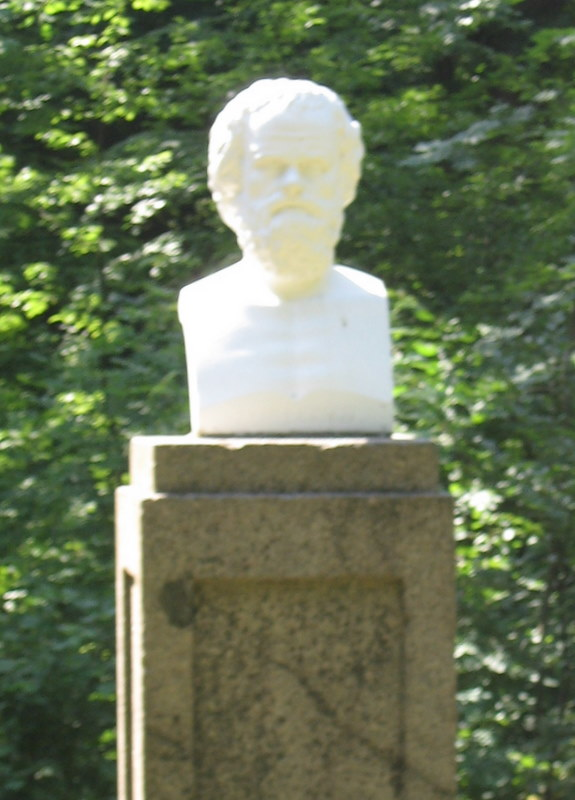
Socrate
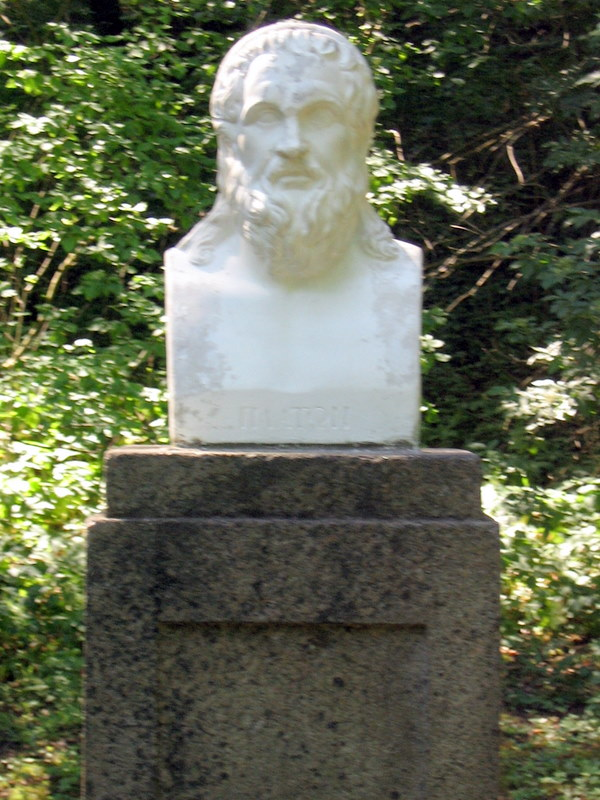
Platon
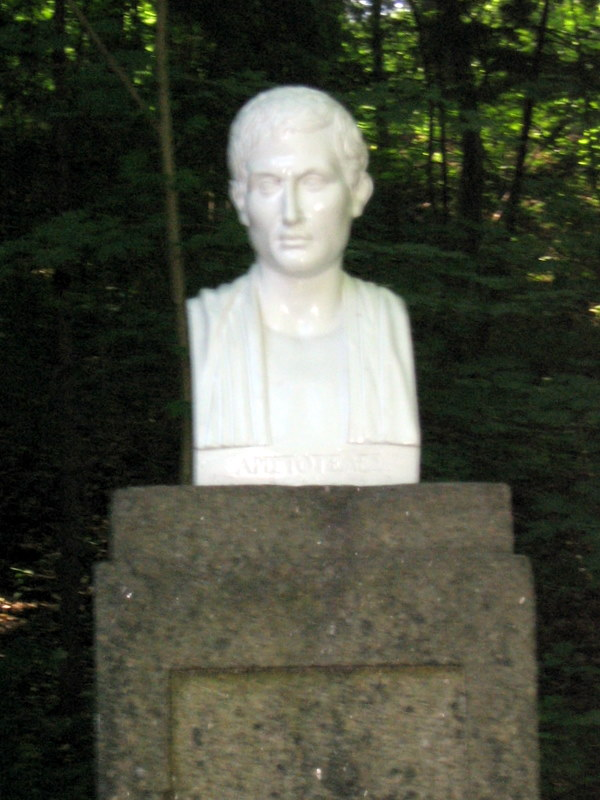
Aristote
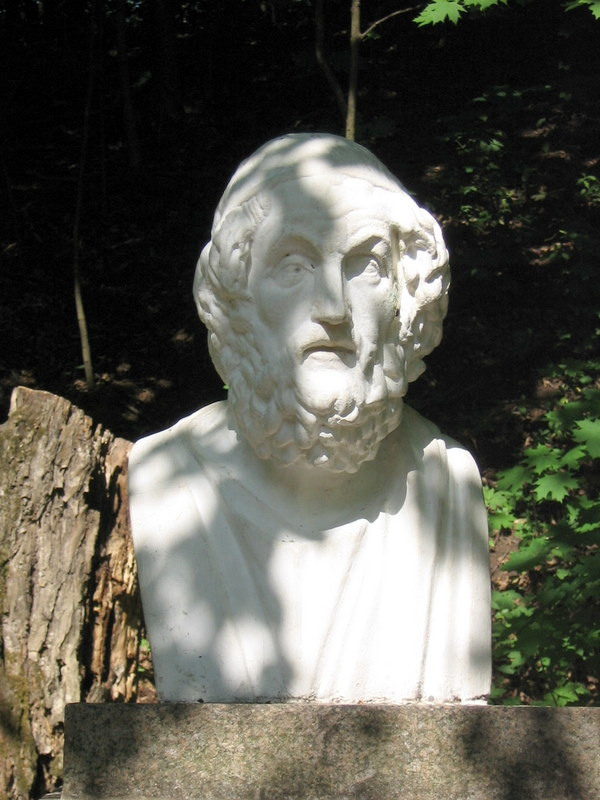
Homère
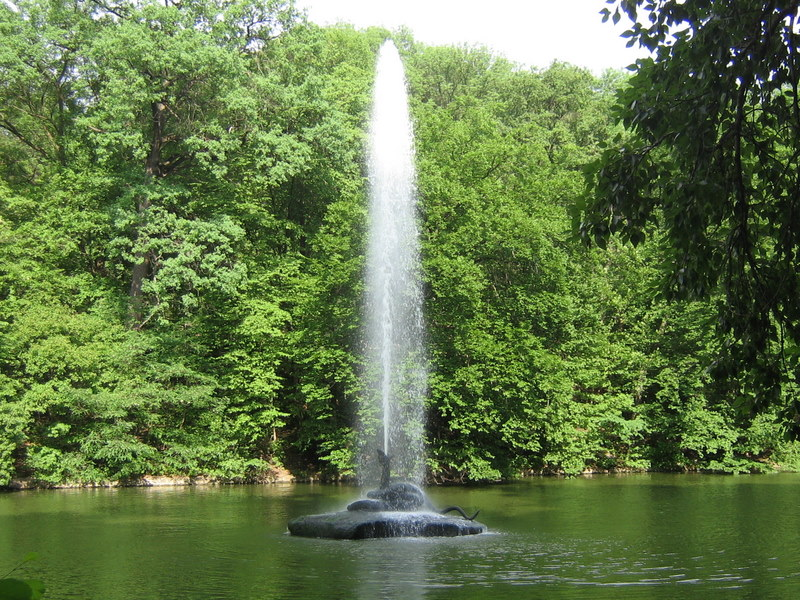
La fontaine "Snake"
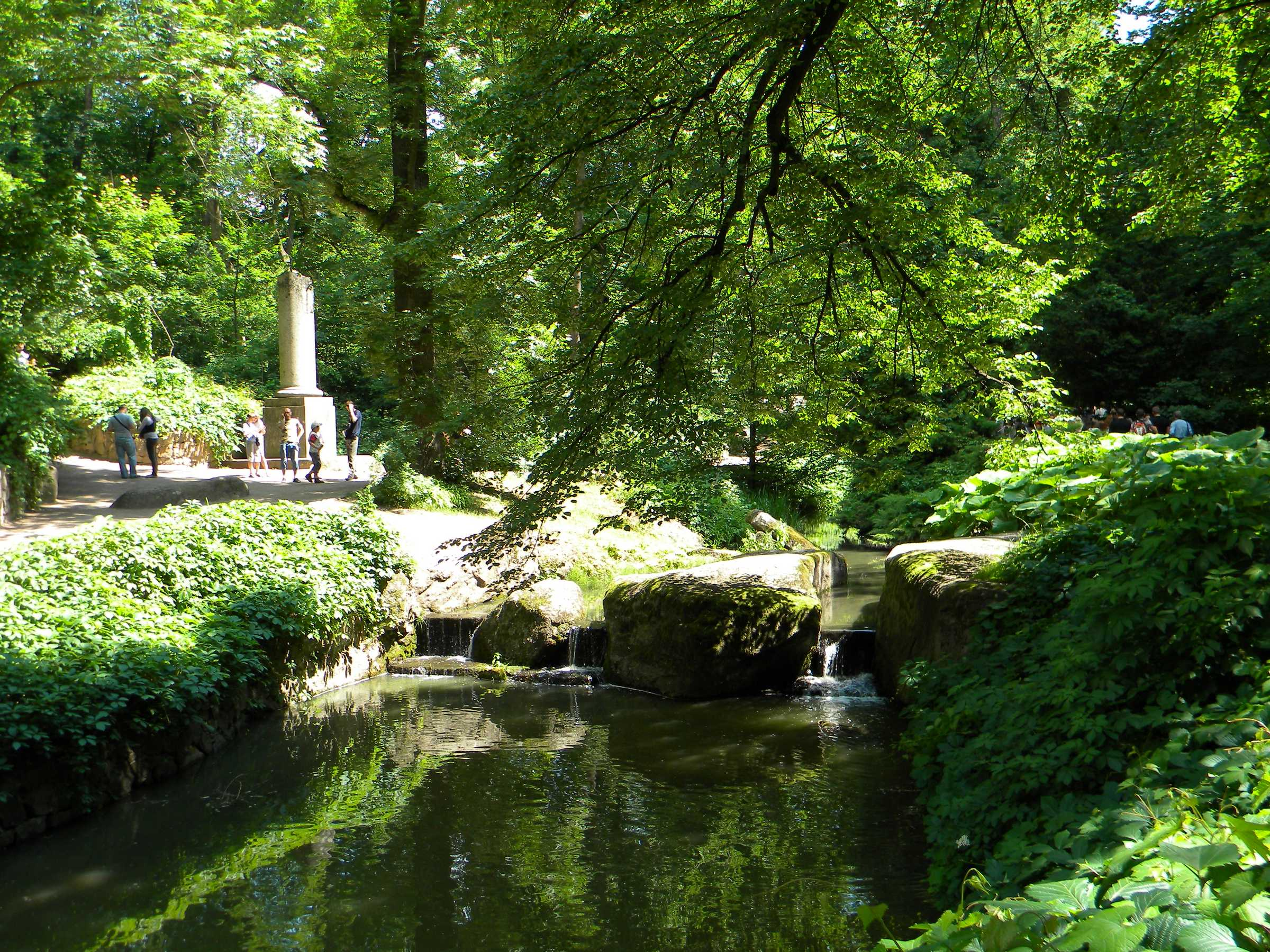
colonne classée
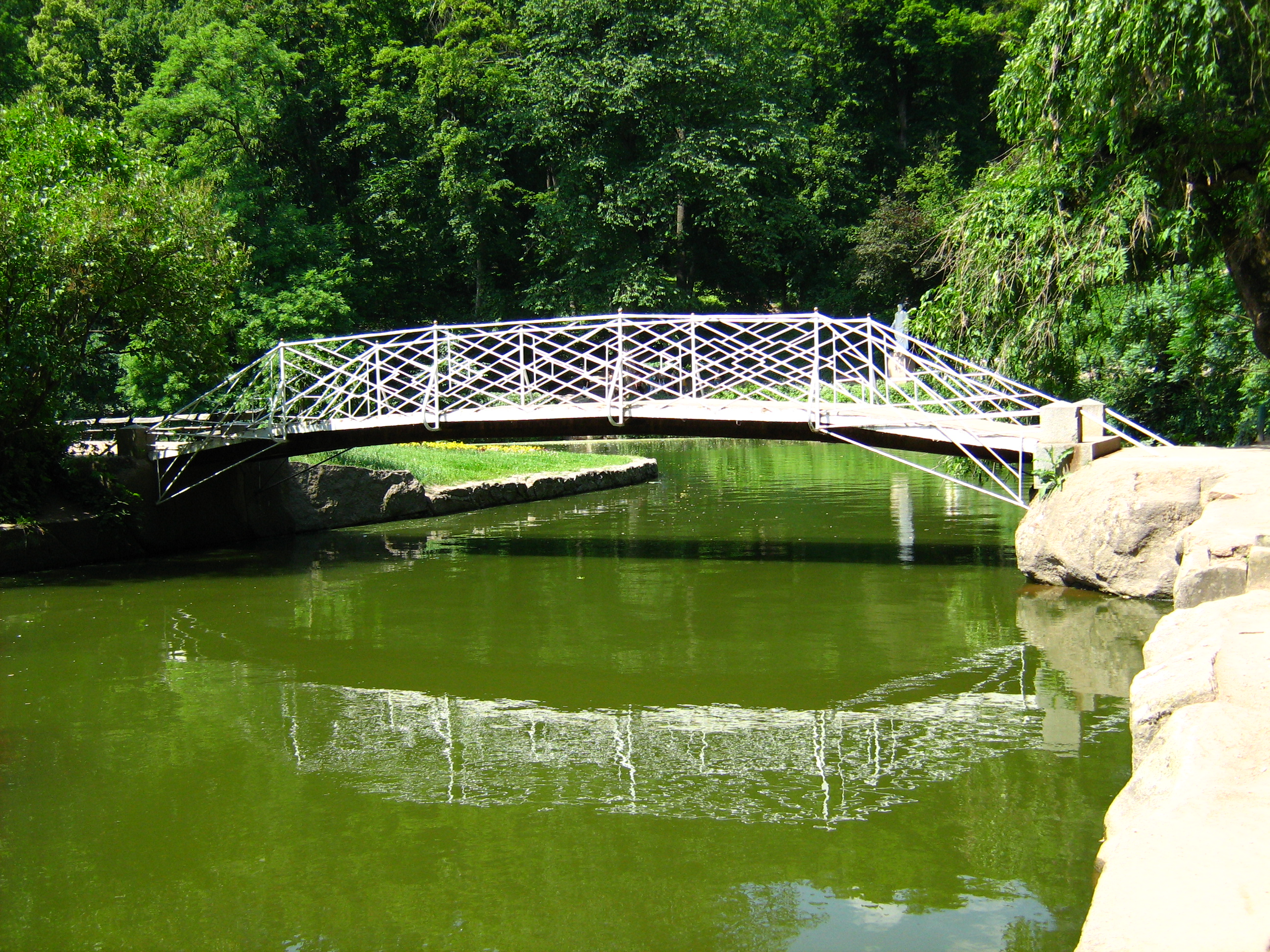
Pont à la place de l'Assemblée
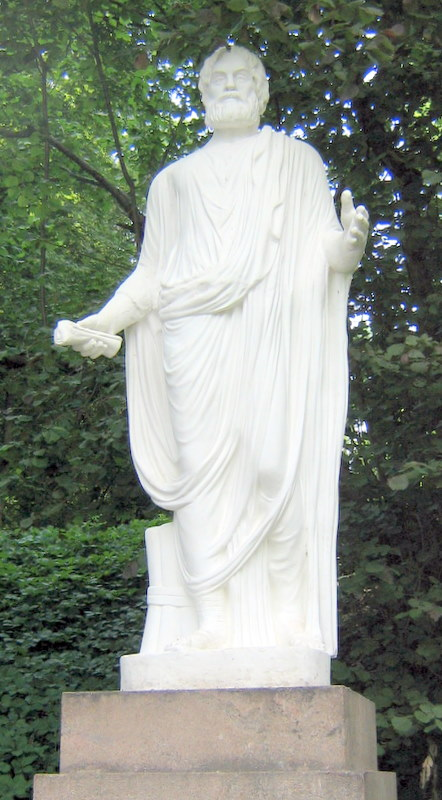
Euripide
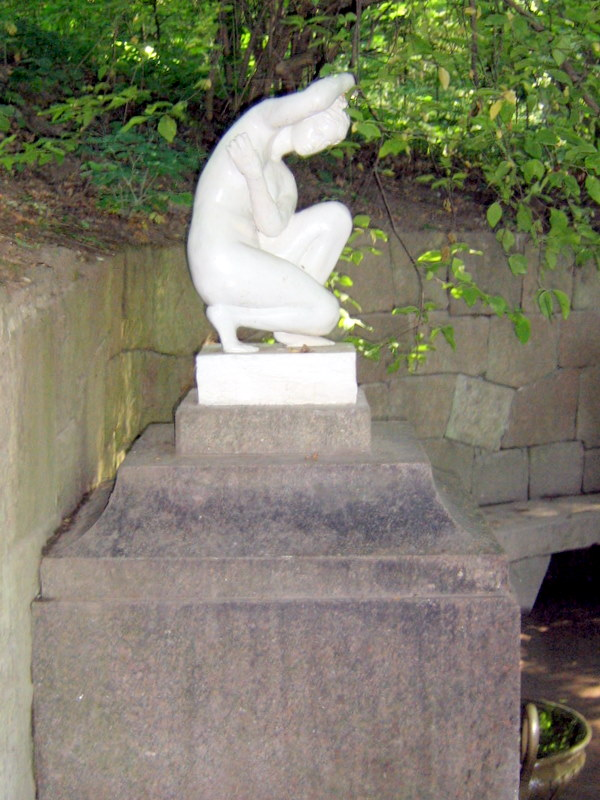
Source Ippokreny
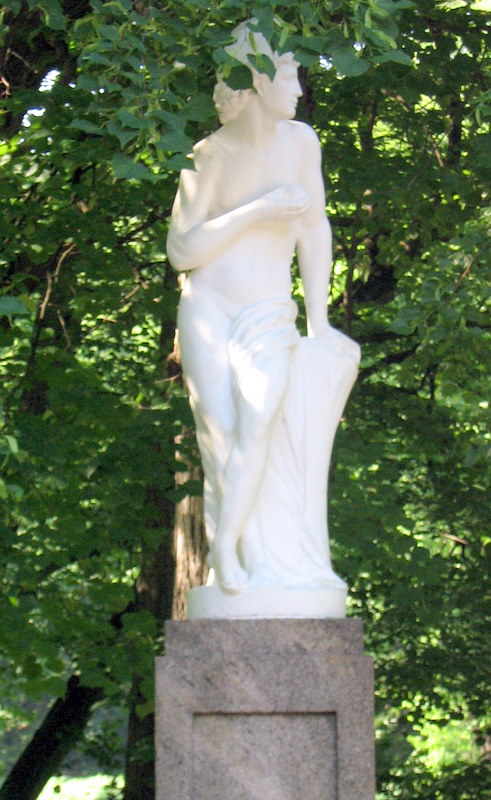
Paris
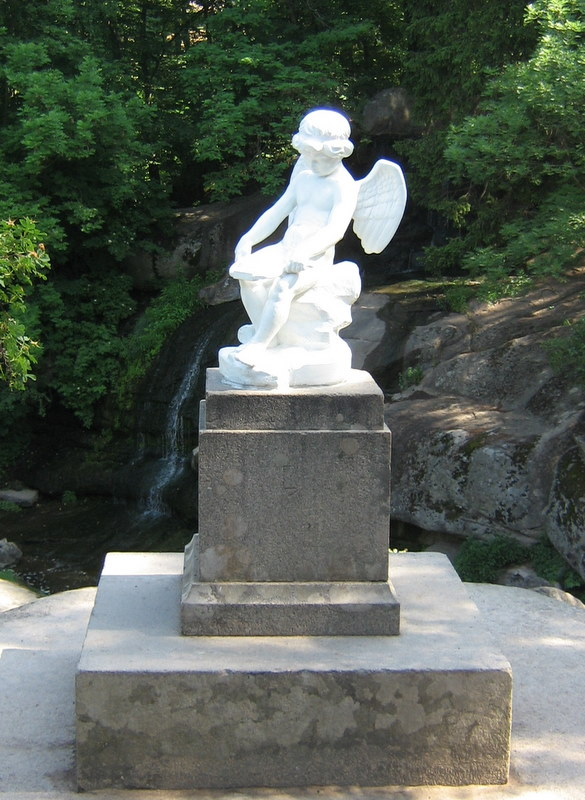
Cupidon
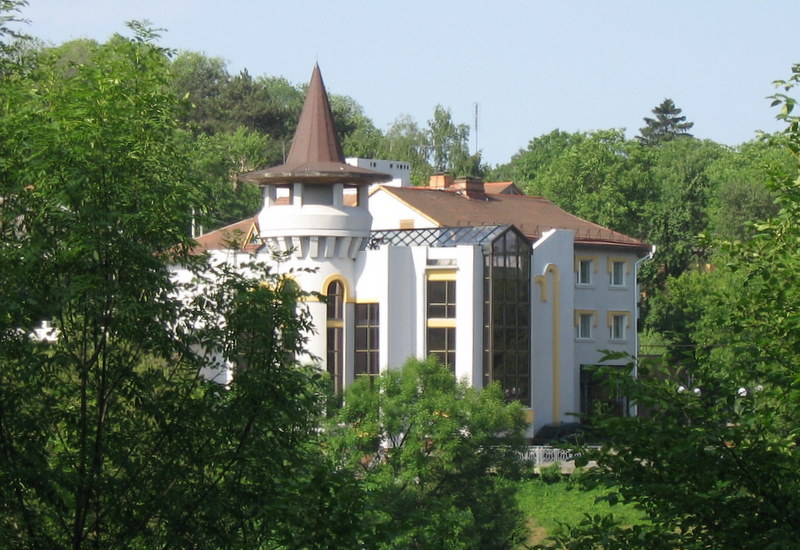
Maison des savants
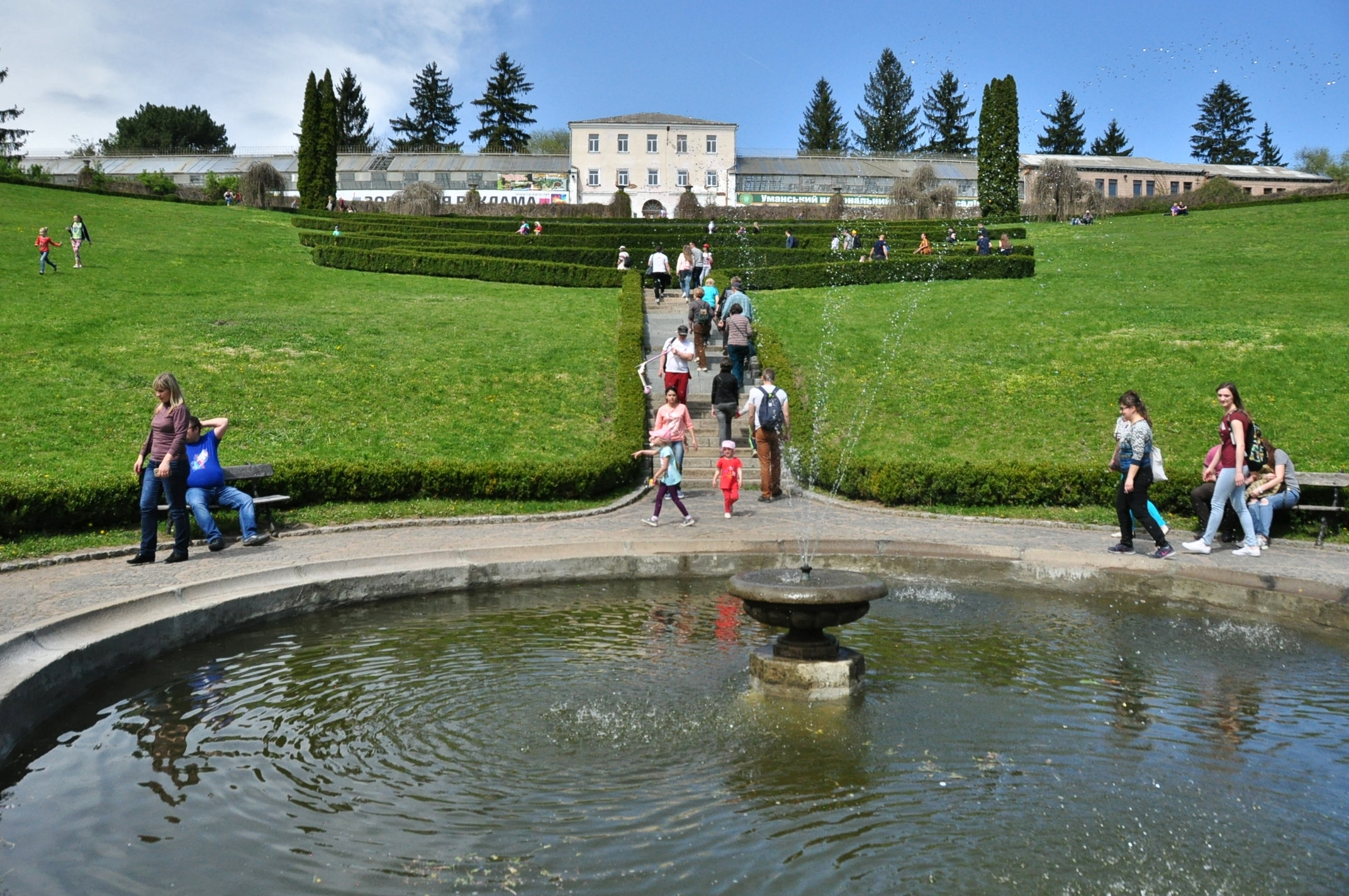
orangerie classée